# Dustin Lance Black
Dustin Lance Black (ur. 10 czerwca 1974 w Sacramento, w stanie Kalifornia) – amerykański scenarzysta, reżyser, producent i montażysta filmowy oraz aktywista na rzecz osób LGBTQ+. Zdobywca Oscara za najlepszy scenariusz oryginalny do filmu Obywatel Milk.

## Życiorys

### Wczesne lata
Wychowywał się w San Antonio, w Teksasie, w rodzinie Mormonów. Po rozwodzie rodziców wrócił do Kalifornii, gdzie ukończył szkołę średnią i dostał się na UCLA.

### Kariera
Pierwszym filmem, który Black wyreżyserował i do którego napisał scenariusz, był The Journey of Jared Price z 2000, opowiadający o związku dwóch Kalifornijczyków. Kolejnymi filmami były: krótkometrażowy Something Close to Heaven oraz dokumentalny On the Bus, który opisywał podróż sześciu homoseksualnych mężczyzn po Nevadzie. Pierwszym dużym wyzwaniem dla Blacka jako scenarzysty był serial Trzy na jednego (ang. Big Love) dla telewizji HBO. Black napisał scenariusze do wszystkich trzydziestu czterech odcinków (w trzech sezonach). W 2008 wyreżyserował film Pedro o aktywiście na rzecz walki z AIDS Pedro Zamorze.
W czerwcu 2009 znalazł się w gronie najbardziej wpływowych osób homoseksualnych według zestawienia czasopisma „The Advocate”.
Od młodych lat był zafascynowany postacią Harveya Milka. Po obejrzeniu filmu dokumentalnego Czasy Harveya Milka postanowił przypomnieć postać gejowskiego aktywisty. Przez trzy lata badał życiorys Milka. Spotykał się z jego przyjaciółmi, m.in. Clive'em Jonesem i Anne Kronenberg. Po zdobyciu wystarczającej wiedzy napisał scenariusz na podstawie życia i działalności Milka. Scenariusz wzbudził zainteresowanie Gusa Van Santa, który podjął się reżyserii filmu. 22 lutego 2009 Black otrzymał Oscara za najlepszy scenariusz oryginalny do filmu Obywatel Milk.
We wrześniu 2010 swoją premierę miał wyreżyserowany przez Blacka film Virginia i jej problemy − komediodramat z udziałem Jennifer Connelly.

### Życie prywatne
Szybko stał się świadomy swojej homoseksualnej orientacji, ale tłumił ją z obawy przed reakcją konserwatywnego ojca. Po ukończeniu liceum dokonał coming outu.
Od 2013 jest w związku ze skoczkiem do wody Tomem Daleyem. 1 października 2015, po dwóch latach spotykania się, para ogłosiła zaręczyny na łamach magazynu „The Times”. W maju 2017 wzięli ślub. W czerwcu 2018 zostali rodzicami syna, Robbiego Raya, którego urodziła im matka zastępcza. W marcu 2023 zostali rodzicami drugiego syna, Phoenixa.